# Васильково (Дзержинский район)
Васи́льково (бел. Васі́лькава, также Василько́во, бел. Васілько́ва) — деревня в составе Станьковского сельсовета Дзержинского района Минской области Беларуси. Деревня расположена в 16 километрах от Дзержинска, 39 километрах от Минска и 14 километрах от железнодорожной станции Койданово.

## История
Известна с конца XVIII века, как деревня Лаптевичи в Минском уезде Минского воеводства Великого княжества Литовского. В 1800 году — 11 дворов, 42 жителя, собственность князя Д. Радзивилла. В 1815 году — владение графа Чапского, в 1865 году насчитывалось 65 жителей мужского пола.
В середине XIX—начале XX века деревня в Станьковской волости Минского уезда Минской губернии. В 1897 году — 40 дворов, 258 жителей, действовала церковь на кладбище и торговая лавка. В 1917 году — 46 дворов, 260 жителей. В феврале—декабре 1918 года находилась под немецкой оккупацией, в июле 1919—июле 1920 года — оккупирована польскими войсками.
С 9 марта 1918 года в составе провозглашённой Белорусской Народной Республики, однако фактически находилась под контролем германской военной администрации. С 1 января 1919 года в составе Советской Социалистической Республики Белоруссия, а с 27 февраля того же года в составе Литовско-Белорусской ССР, летом 1919 года деревня была занята польскими войсками, после подписания рижского мира — в составе Белорусской ССР. С 20 августа 1924 года — деревня в Станьковском сельсовете Койдановского района Минского округа. С 29 июня 1932 года в Дзержинском районе, с 31 июля 1937 года — в Минском, с 4 февраля 1939 года вновь в Дзержинском районе, с 20 февраля 1938 года — в Минской области. В 1926 году — 58 дворов, 301 житель. В годы коллективизации организован колхоз.
В Великую Отечественную войну с 28 июня 1941 года до 7 июля 1944 года под немецко-фашистской оккупацией. Во время войны на фронте погибли 14 жителей деревни. В 1960 году — 118 жителей, в 1991 году — 22 двора, 35 жителей. Деревня входила в колхоз имени Ленина.

## Население
| Численность населения (по годам) | Численность населения (по годам) | Численность населения (по годам) | Численность населения (по годам) | Численность населения (по годам) | Численность населения (по годам) | Численность населения (по годам) | Численность населения (по годам) |
| 1800                             | 1897                             | 1917                             | 1926                             | 1960                             | 1991                             | 1999                             | 2004                             |
| -------------------------------- | -------------------------------- | -------------------------------- | -------------------------------- | -------------------------------- | -------------------------------- | -------------------------------- | -------------------------------- |
| 42                               | ↗ 258                            | ↗ 260                            | ↗ 301                            | ↗ 118                            | ↘ 35                             | ↘ 22                             | ↘ 18                             |
| 2010                             | 2017                             | 2018                             | 2020                             |                                  |                                  |                                  |                                  |
| ↘ 13                             | ↘ 5                              | ↘ 4                              | → 4                              |                                  |                                  |                                  |                                  |